# Valkiaisjärvi (sjö i Utajärvi, Norra Österbotten, Finland)
Valkiaisjärvi eller Valkeajärvi är en sjö i Finland. Den ligger i kommunen Utajärvi i landskapet Norra Österbotten, i den centrala delen av landet, 500 km norr om huvudstaden Helsingfors. Valkeajärvi ligger 113,1 meter över havet. Den ligger vid sjön Sanginjärvi. Arean är 37,8 hektar och strandlinjen är 2,6 kilometer lång. Sjön  ingår i Uleälvens huvudavrinningsområde. 